# Дунаво
Дунаво (алб. Dunav или {Dunavi}-) је насеље у општини Гњилане, Косово и Метохија, Република Србија. Насеље је након 1999. године познато и као Тунај (алб. Tunaj или Tunaji).
Атар насеља се налази на територији катастарске општине Дунаво површине 1.205 ha. Дунаво код Гњилана је данас албанско село. Налази се на обронцима Скопске Црне Горе, близу границе са Северном Македонијом. Многи топоними у ближој и даљој околини села говоре да је ту некада живео српски живаљ. У селу се налазе рушевине две цркве.

## Демографија
Насеље има албанску етничку већину.
Број становника на пописима:
- попис становништва 1948. године: 496
- попис становништва 1953. године: 481
- попис становништва 1961. године: 477
- попис становништва 1971. године: 531
- попис становништва 1981. године: 300
- попис становништва 1991. године: 235